# بعدازظهر آفتابی
بعدازظهر آفتابی (به انگلیسی: Sunny Afternoon) تک‌آهنگی است از گروه بریتانیایی د کینکس در سبک راک که در ۱۳ ماه مه ۱۹۶۶ در پای استودیوز ضبط و در سوم ژوئن همان سال در بریتانیا منتشر شد. متن ترانه، سرودهٔ ری دیویز است و همانند ترانهٔ مالیاتچی بیتل‌ها، به مسئلهٔ مالیات بر درآمد تصاعدی در دولت هارولد ویلسون از حزب کارگر می‌پردازد. بعداز ظهر آفتابی بعداً در آلبوم چهره به چهره قرار گرفت و در آلبوم منتخب ترانه‌های گروه در سال ۱۹۶۷ ترانهٔ هم‌نام با عنوان آلبوم بود.
بعدازظهر آفتابی حال و هوای موسیقی تالاری را دارد و تمرکز آن بر لحن تغزلی است و از این جهت در ادامهٔ روند تغییر سبک گروه د کینکس قرار می‌گیرد که در سال ۱۹۶۵ با ترانهٔ یک مرد بسیار محترم آغاز شده بود. این سبک در سال‌های ۱۹۶۴ و ۱۹۶۵ رایج و محبوب شد و در بسیاری از ترانه‌های موفق راک به کار رفت. ویژگی آن پرشور بودن و استفاده از پاورکورد است.
این ترانه، حدود یک ماه پس از انتشار (۷ ژوئیه ۱۹۶۶)، در جدول تک‌آهنگ‌های بریتانیا در رتبهٔ نخست قرار گرفت و دو هفته صدر جدول فروش را ترک نکرد. در تاریخ ۱۸ ژوئیهٔ ۱۹۶۶ رتبهٔ اول را در در ایرلند به دست آورد. در اوایل پاییز همان سال بعدازظهر آفتابی در فهرست ۱۰۰ آهنگ داغ بیلبورد در ردیف چهاردهم قرار گرفت. در فهرست ۲۰۰ اثر برتر دههٔ ۶۰ به انتخاب نشریهٔ اینترنتی پیچفورک مدیا این ترانه در رتبهٔ ۲۰۰ قرار گرفت.
در موزیک‌ویدیوی تبلیغاتی آلبوم، گروه را در فضایی سرد و برفی در حال نواختن می‌بینیم.